# Paris Saint-Germain Football Club 1981-1982
Questa voce raccoglie le informazioni riguardanti il Paris Saint-Germain Football Club nelle competizioni ufficiali della stagione 1981-1982

## Stagione
Al termine della stagione 1981-1982 il Paris Saint-Germain guadagnò il primo trofeo del suo palmarès vincendo la Coppa di Francia a spese del Saint-Étienne, sconfitto ai rigori dopo che la partita si era conclusa sul 2-2 dopo i tempi regolamentari e i supplementari. In campionato la squadra si classificò invece al settimo posto.

## Organigramma societario
Area direttiva
- Presidente onorario:  Henri Patrelle
- Presidente:  Francis Borelli

Area tecnica
- Allenatore:  Georges Peyroche

## Maglie e sponsor
Vengono confermate tutte le divise introdotte nella stagione precedente (firmate Le Coq Sportif e sponsorizzate RTL).
| Manica sinistra · Manica sinistra · Maglietta · Maglietta · Manica destra · Manica destra · Pantaloncini · Calzettoni | Manica sinistra · Maglietta · Maglietta · Manica destra · Pantaloncini · Calzettoni |

## Rosa
| N. |                    | Ruolo | Calciatore            |
| -- | ------------------ | ----- | --------------------- |
|    | Francia (bandiera) | P     | Dominique Baratelli   |
|    | Francia (bandiera) | P     | Franck Merelle        |
|    | Francia (bandiera) | D     | Philippe Col          |
|    | Francia (bandiera) | D     | Dominique Bathenay    |
|    | Francia (bandiera) | D     | Raymond Domenech      |
|    | Francia (bandiera) | D     | Thierry Morin         |
|    | Francia (bandiera) | D     | Éric Renaut           |
|    | Francia (bandiera) | D     | Jean-Marc Pilorget    |
|    | Francia (bandiera) | D     | Didier Toffolo        |
|    | Francia (bandiera) | C     | Jean-Claude Lemoult   |
|    | Francia (bandiera) | C     | Luis Miguel Fernández |

| N. |                       | Ruolo | Calciatore          |
| -- | --------------------- | ----- | ------------------- |
|    | Francia (bandiera)    | A     | Daniel Sanchez      |
|    | Jugoslavia (bandiera) | A     | Ivica Šurjak        |
|    | Francia (bandiera)    | A     | Alain Preface       |
|    | Algeria (bandiera)    | A     | Mustapha Dahleb     |
|    | Senegal (bandiera)    | A     | Saar Boubacar       |
|    | Francia (bandiera)    | A     | François Brisson    |
|    | Senegal (bandiera)    | A     | Michel N'Gom        |
|    | Ciad (bandiera)       | A     | Nabatingue Toko     |
|    | Francia (bandiera)    | A     | Dominique Rocheteau |
|    | Francia (bandiera)    | A     | Patrice Reverdy     |

## Statistiche

### Statistiche di squadra
| Competizione     | Punti | Totale | Totale | Totale | Totale | Totale | Totale | DR  |
| Competizione     | Punti | G      | V      | N      | P      | Gf     | Gs     | DR  |
| ---------------- | ----- | ------ | ------ | ------ | ------ | ------ | ------ | --- |
| Division 1       | 43    | 38     | 17     | 9      | 12     | 58     | 45     | +13 |
| Coppa di Francia | -     | 9      | 5      | 3      | 1      | 13     | 6      | +7  |
| Totale           |       | 47     | 22     | 12     | 13     | 71     | -58    |     |